# Rhaebo
A Rhaebo a kétéltűek (Amphibia) osztályába, a békák (Anura) rendjébe és a varangyfélék (Bufonidae) családjába tartozó nem.

## Előfordulása
A nembe tartozó fajok Kolumbiában, Ecuadorban, Venezualában, Peruban, Bolíviában és Brazíliában honosak.

## Rendszerezés
A nem korábban a Bufo szinonímája volt, ahonnan 2006-ban emelték önálló rangra.
A három fajt tartalmazó Andinophryne nemet 2015-ig önálló nemként sorolták be el, amikor felismerték, hogy a Rhaebo nemmel parafiletikus csoportot alkot. Alternatív megoldás lett volna, ha a Rhaebo szinonímájaként sorolják be, de ebben az esetben egy új nemet kellett volna létrehozni a Rhaebo nasicus fajnak, ami további nehézségeket okozott volna molekuláris adatok ismeretének hiányában.
A nembe az alábbi fajok tartoznak:
- Rhaebo andinophrynoides Mueses-Cisneros, 2009
- Rhaebo atelopoides (Lynch & Ruiz-Carranza, 1981)
- Rhaebo blombergi (Myers & Funkhouser, 1951)
- Rhaebo caeruleostictus (Günther, 1859)
- Rhaebo colomai (Hoogmoed, 1985)
- Rhaebo ecuadorensis Mueses-Cisneros, Cisneros-Heredia & McDiarmid, 2012
- Rhaebo glaberrimus (Günther, 1869)
- Rhaebo guttatus (Schneider, 1799)
- Rhaebo haematiticus (Cope, 1862)
- Rhaebo hypomelas (Boulenger, 1913)
- Rhaebo lynchi Mueses-Cisneros, 2007
- Rhaebo nasicus (Werner, 1903)
- Rhaebo olallai (Hoogmoed, 1985)